# Anna von Schlüsselberg

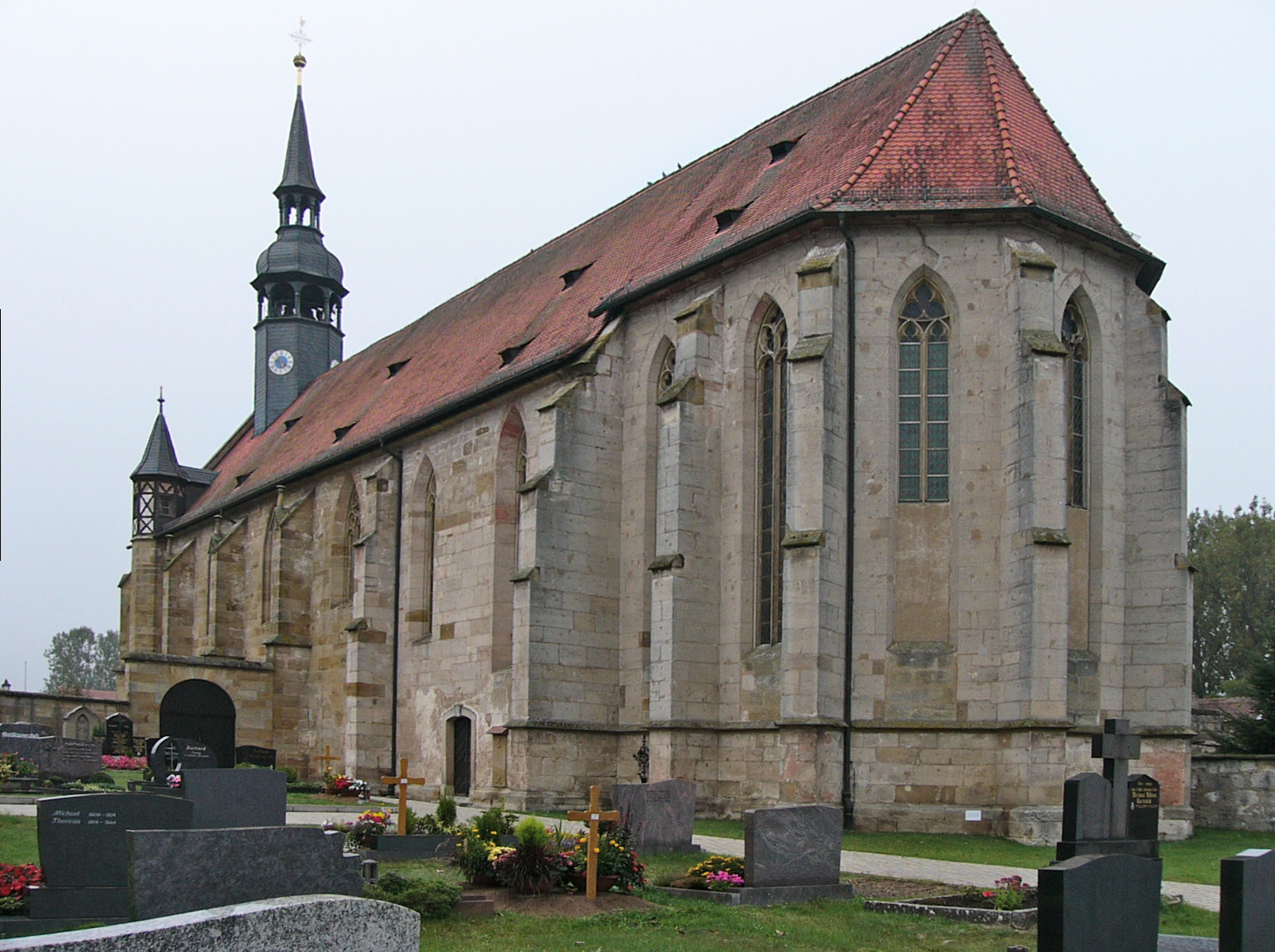
Klosterkirche von Schlüsselau: gestiftet von Gottfried von Schlüsselberg und vollendet von Anna von Schlüsselberg

Anna von Schlüsselberg († 1379) war von 1339 bis 1379 Äbtissin des Klosters Schlüsselau, das von ihren Vorfahren aus dem edelfreien Haus Schlüsselberg 1280 gestiftet worden war.

## Herkunft
Anna stammte in direkter Linie von Eberhard IV. von Schlüsselberg († 1283) ab, der das Kloster Schlüsselau 1280 zusammen mit seinen Söhnen Konrad I. und Gottfried gestiftet und seine Tochter Gisela von Schlüsselberg († 1308) als erste Äbtissin eingesetzt hatte. Konrads I. war Annas Großvater und dessen Sohn Konrad II. von Schlüsselberg wohl ihr Vater. Gemäß den teils widerlegten Stammtafeln von Paul Österreicher wäre sie zwar eine Schwester Konrads II. gewesen. Doch sieht man die auch von Österreicher (1821) als Mutter Annas verzeichnete Lukardis von Hohenzollern-Nürnberg heute nicht mehr als Gattin Konrads I., sondern als Konrads II. erste Ehefrau. Annas mütterliche Großeltern waren demnach Graf Konrad IV., der Fromme, von Abenberg († 1314) und Agnes († 1342), Tochter von Graf Albrecht I. von Hohenlohe-Speckfeld.

## Leben und Wirken
Nachdem mit Konrad II. von Schlüsselberg 1347 der letzte männliche Schlüsselberger im Kampf gegen den Burggrafen von Nürnberg und die Bischöfe von Bamberg und Würzburg gefallen war, verhalf dessen Tochter Anna, seit 1339 Äbtissin von Schlüsselau, dem Kloster im Zuge der Schlüsselberger Erbauseinandersetzung zu weiterem Grundbesitz und verfügte über die nötigen Mittel, um die von ihrem Großonkel Gottfried von Schlüsselberg gestiftete Klosterkirche fertigzustellen. Da durch ihres Vaters Tod auch die Klostervogtei vakant geworden war, bedurfte das Kloster eines neuen Schutzherren. 1356 gelang es Anna, einen kaiserlichen Schutzbrief zu erlangen. Kaiser Karl IV. bestätigte ihr zudem die Rechte des Klosters, das über eine eigene Hochgerichtsbarkeit verfügte.
Anna von Schlüsselberg gilt als wichtigste Äbtissin des Klosters, da sie ihm zu einer tragfähigen wirtschaftlichen Grundlage und dauerhafter Rechtssicherheit verholfen hat. So überdauerte das abgeschiedene und vergleichsweise bescheidene Kloster das Gründergeschlecht und blieb von weiteren Komplikationen bis zum Bauernkrieg verschont.
Anna von Schlüsselberg verstarb 1379 vermutlich im Kloster Schlüsselau. Ihre Vorgängerinnen als Äbtissin waren Gisela von Schlüsselberg (bis 1308) und Elisabeth von Eckersdorf (bis 1339). Ihre Nachfolgerin war Anna von Zollern.